# Héctor Bustamante
Héctor Ariel Bustamante (Encarnación, Paraguay, 31 de marzo de 1995) es un futbolista paraguayo. Juega de delantero y su equipo actual es el Centro Sportivo Alagoano.

## Clubes
| Club              | País     | Año         | PJ | Goles |
| ----------------- | -------- | ----------- | -- | ----- |
| Club 3 de Febrero | Paraguay | 2014        | 6  | 50    |
| Club Nacional     | Paraguay | 2015 - 2016 | 36 | 4     |
| Rubio Ñu          | Paraguay | 2016 - 2017 | 20 | 0     |
| Club Nacional     | Paraguay | 2017        | 13 | 1     |
| Club 3 de Febrero | Paraguay | 2018        | 1  | 0     |

### Participaciones en copas nacionales
| Copa               | País     | Resultado     | Partidos | Goles |
| ------------------ | -------- | ------------- | -------- | ----- |
| Copa Paraguay 2018 | Paraguay | Por confirmar | 0        | 0     |